# Anarquismo en Reino Unido
El anarquismo en Reino Unido según historiadores políticos puede tener sus antecedentes más remotos en el contexto del ala radical del partido whig y las sectas radicales protestantes, durante la Guerra Civil Inglesa y en los albores de la industrialización. Sin embargo el pensamiento específicamente anarquista en el Reino Unido se desarrolló en el siglo XIX entre intelectuales ingleses y algunos sectores minoritarios del movimiento obrero simpatizantes del anarquismo socialista. En el cambio del siglo XIX al siglo XX en el Reino Unido destacaron dos referentes intelectuales para sensibilidades anarquistas opuestas una de la otra: Piotr Kropotkin, el fundador teórico del anarcocomunismo; y Herbert Spencer, liberal económico con seguidores en el anarquismo individualista
Cabe recalcar que el anarquismo es una ideología política cuyo objetivo es separarse de cualquier jerarquía, conlleva consecuencias importantes tanto buenas como malas 

## Antecedentes tempranos
Como la mayor parte de Europa, la Inglaterra Medieval fue gobernada por una monarquía limitada en coalición con un parlamento de ricos aristócratas y terratenientes. A diferencia de Europa continental, este parlamento mantenía sus derechos y privilegios. Cuando la monarquía inglesa intentó establecer una monarquía absolutista, el parlamento se rebeló. Durante la Guerra Civil Inglesa, los protestantes disidentes y los trabajadores rurales comenzaron a conformar comunidades utópicas, tales como la de los Diggers, que se fundaban en la propiedad en común de los medios de producción. Como resultado de este enfrentamiento, la aristocracia y las clases comerciales se unieron detrás del parlamento. La guerra, sin embargo, estableció nuevas libertades.
Gerrard Winstanley, que publicó un panfleto en el siglo XVII llamando al establecimiento de la propiedad comunal y la organización social y económica en pequeñas comunidades agrarias, es considerado uno de los pioneros del anarquismo socialista moderno. El primer autor moderno en publicar un tratado abogando explícitamente por la abolición del gobierno fue William Godwin en An Enquiry Concerning Political Justice (1793); aunque no utilizó el término “anarquismo”, es considerado retrospectivamente como el “fundador filosófico del anarquismo”.
Muchos liberales también fueron denominados peyorativamente como “anarquistas” por los monarquistas, aunque estos nunca habían hecho un llamamiento a abolir el Estado. En cambio, impulsaban la idea de igualdad, los derechos del individuo y la responsabilidad de juzgar a los gobiernos; todo esto proporcionó una base para el desarrollo del pensamiento anarquista.

## Siglo XIX
En Inglaterra surgen a principios del siglo XIX las primeras cajas de ayuda mutua y las primeras asociaciones gremiales de los trabajadores. En 1824 se alcanza el derecho a la formación de sindicatos, en oposición a los intereses de los patronos capitalistas. Sin embargo, la ausencia de un sindicalismo fuerte en Inglaterra y la predominancia de los métodos políticos no generó un ambiente propicio para el desarrollo del anarquismo; este terreno fue más favorable para el laborismo y el marxismo, que tuvieron un peso considerable hacia fines del siglo XIX.
En esos años se destacó alguna presencia anarquista de la Liga Socialista de William Morris y Oscar Wilde, que reunía a anarquistas y socialistas no-marxistas. Dentro del pensamiento teórico anarquista, la presencia del exiliado ruso Piotr Kropotkin y su formulación del anarcocomunismo, influenció profundamente a los anarquistas ingleses.
Mientras que del lado contrario del espectro político nos encontramos con Herbert Spencer, con su «ley de igual libertad», su llamado a «ignorar el Estado» y adoptar la libre empresa y el libre acuerdo, quien se convirtió en un referente internacional en los ambientes del anarcoindividualismo de finales del siglo XIX.

## Siglo XX
Junto a otros notorios militantes, surge el periódico Freedom, de tendencia anarcocomunista. 
También dentro de la teoría anarquista merece mencionarse a Herbert Read, un anarquista filosófico, con obras claves como Anarchy & Order; Poetry & Anarchism (1938), Philosophy of Anarchism (1940), "Existentialism, Marxism and Anarchism" (1949), Revolution & Reason (1953), "Icon and Idea" (1955) y My Anarchism (1966), esta última poco antes de su muerte.
Surgió un interés por el anarquismo en las décadas de 1960 y 1970. En 1979 se fundó la organización anarcosindicalista que en 1995 tomó el nombre de Solidarity Federation. En la década siguiente el anarquismo británico recibió el aporte del movimiento punk rock. Entre las bandas anarquistas, se destaca Crass, de ideas pacifistas. Las manifestaciones culturales han sido un ambiente donde el anarquismo ha podido mantenerse, en iniciativas como el Living Theater o la Feria del Libro Anarquista de Londres, un evento anual desde 1983.
Algunos de los militantes destacados en Inglaterra han sido el anarococomunista Albert Meltzer, el anarcoecologista Colin Ward y el investigador Vernon Richards. Se conoce de presencia anarquista en organizaciones ecologistas identificadas como terroristas como el Animal Liberation Front y el Earth Liberation Front.
En el campo del anarcocapitalismo, en 1977 surgió la organización Libertarian Alliance liderada por Sean Gabb, entre otros.

## Siglo XXI
En el año 2003 se fundó en Londres la página web Libcom.org creada por el grupo anarcocomunista ya disuelto "Anarchist Youth Network". El nombre "libcom" es una abreviación de las palabras "libertarian communism" (comunismo libertario). Tiene una perspectiva de lucha de clases del anarquismo, influenciada por las tradiciones teóricas del anarcocomunismo, el anarcosindicalismo y el comunismo de consejos, buscando un acercamiento entre anarquismo y «marxismo de izquierda».